# Pod Przylaskiem
Pod Przylaskiem – część wsi Gbiska w Polsce, położona w województwie podkarpackim, w powiecie strzyżowskim, w gminie Strzyżów. 
W latach 1975–1998 Pod Przylaskiem administracyjnie należało do województwa rzeszowskiego.